# Lingua punica
La lingua punica era una lingua semitica e una varietà della lingua fenicia (anch'essa estinta), parlata nelle zone sotto l'influenza di Cartagine: nel Nord Africa centrale e occidentale, in parte dell’odierna costa spagnola, in Sardegna, in Sicilia e a Malta.

## Descrizione
Il punico è conosciuto attraverso le poche iscrizioni rimaste. La commedia Poenulus di Plauto contiene un monologo e frasi in lingua punica che sono state oggetto di ricerche, in particolare per ricostruire le vocali poiché, essendo l'alfabeto fenicio puramente consonantico, esse non venivano trascritte.
(Annone, atto V, scena I, vv.930-939)
Agostino d'Ippona è generalmente ritenuto l'ultimo maggiore scrittore antico ad avere alcune conoscenze del punico ed è considerato "la principale fonte della sopravvivenza del (tardo) punico". Circa nel 401, egli scrisse:
((Ep. XVII))
L'idea che il punico abbia esercitato una notevole influenza sulla moderna lingua maltese emerse nel 1565, ma questa teoria venne poi rigettata. 
Le principali teorie odierne vedono il maltese derivare dal siculo-arabo, con un gran numero di parole prestate dall'italiano, specialmente di Sicilia, nonché dal siciliano stesso. Il punico venne comunque parlato a Malta e, presumibilmente, in alcune zone della Sicilia costiera occidentale in alcuni momenti della sua storia, come si può notare da alcune iscrizioni.
Il punico si ritrova oggi in alcuni vocaboli della lingua sarda ed in certi toponimi della Sardegna. In particolare termini come giara ‘altopiano’ (cfr. ebraico yaʿar ‘bosco, boscaglia’), g(r)uspinu ‘nasturzio’ (dal punico cusmin), curma ‘ruta di Aleppo’ (cfr. arabo ḥarmal ‘ruta siriana’), mítza ‘sorgente’ (cfr. ebr. mitsa, metza ‘luogo da cui esce qualche cosa’), síntziri ‘coda cavallina’ (dal pun. zunzur ‘corregiola’), tzeúrra ‘germoglio, piumetta embrionale del seme del grano’ (dal pun. zeraʿ ‘seme’), tzichirìa ‘aneto’ (dal pun. sikkíria; cfr. ebr. šēkār ‘birra, cervogia’) e tzípiri ‘rosmarino’ (dal pun. zibbir) si usano nella variante parlata nel Campidano di Cagliari, mentre salendo più a nord troviamo località come ad esempio Macumadas, in provincia di Nuoro, o Magumadas, a Gesico e a Nureci, che derivano dal punico maqom hadash ‘città nuova’.